# Uhldingen-Mühlhofen
Uhldingen-Mühlhofen település Németországban, azon belül Baden-Württembergben. Lakosainak száma 8494 fő (2023. december 31.). Uhldingen-Mühlhofen Überlingen és Salem községekkel határos.

## Népesség
A település népessége az elmúlt években az alábbi módon változott:
| Lakosok száma | 3209 | 4263 | 4758 | 4993 | 5609 | 6973 | 7748 | 8033 | 7936 | 8494 |
|               | 1961 | 1967 | 1974 | 1980 | 1987 | 1993 | 2000 | 2006 | 2013 | 2023 |